# Corriente del Amor
Corriente del Amor (en árabe tunecino: تيار المحبة; translit: Tayar el-Mahaba; y en francés: Courant de l'amour), conocido hasta mayo de 2013 como Petición Popular para la Libertad, la Justicia y el Desarrollo (en árabe tunecino: العريضة الشعبية للحرية والعدالة والتنمية o el-'Arīḍah ESH-Sha'biya Lil-Huriya Wel-'Adala Wet-Tanmiya; y en francés: Pétition populaire pour la liberté, la justice et le développement) y comúnmente abreviado como Petición Popular, Aridha Chaabia o simplemente Aridha, es un movimiento político y una lista electoral tunecina. Fue fundada el 17 de marzo de 2011, tan solo un mes después del derrocamiento de Zine El Abidine Ben Ali, por el escritor político y mediático Mohamed Hamdi. Está estrechamente vinculado al Partido de los Conservadores Progresistas, que está registrado legalmente como partido político.

## Plataforma y campaña
Mohamed Hechmi Hamdi, quien es dueño del canal de televisión por satélite Al Mustakilla, está acusado de tener estrechos vínculos con el dictador Zine El Abidine Ben Ali, derrocado el 14 de enero de 2011, aunque él mismo ha declarado que tales acusaciones son calumnias. En la campaña antes de las elecciones a la Asamblea Constituyente el 23 de octubre de 2011, el partido ha prometió un aumento en el cuidado de la salud, y un subsidio de 200 dinares para cada una de las 500.000 personas que buscan empleo en Túnez. Hechmi Hamdi personalmente se comprometió a inyectar dos mil millones de dinares de su propia riqueza en el presupuesto nacional. El partido contaba con la ventaja de poseer el apoyo total del canal Al Mustakilla. Por lo tanto, numerosas quejas contra Aridha Chaabia se presentaron ante la comisión electoral ISIE, solicitando la anulación de la lista y sus asientos.

## Elecciones de 2011
Para sorpresa de sus rivales y observadores neutrales, el partido obtuvo muy buenos resultados, ganando inicialmente 27 escaños en la Asamblea Consituyente. Parte de este éxito se debió a que Hamdi centró su campaña en el sur del país, cuando los representantes norteños han dominado fuertemente la vida política de Túnez. El 27 de octubre la comisión electoral descalificó sus listas en seis circunscripciones por irregularidades financieras, por lo que el número de escaños se redujo a 19, aunque todavía conservaba el cuarto lugar en la Asamblea. Hubo protestas por parte de los partidarios de la lista en Sidi Bouzid, y Hamdi alentó a sus parlamentarios a renunciar y boicotear la Asamblea.
Finalmente, se llegó a un consenso en el cual a siete candidatos se les permitió formar parte de la asamblea, dándole a Petición Popular 26 escaños. Sin embargo, doce de sus miembros del parlamento renunciaron al partido en los días siguientes y se declararon independientes.
En mayo de 2013, el partido cambió su nombre a Corriente del Amor. En las elecciones parlamentarias de 2014, el partido solo obtuvo dos escaños, mientras que en las presidenciales, Hamdi obtuvo el 5.75% de los votos, siendo uno de los cuatro candidatos que obtuvo la victoria en al menos una gobernación, ganando en Sidi Bouzid.

## Resultados electorales

### Presidenciales
| Año  | Candidato | Candidato     | # de votos | % de votos      | Posición        |
| ---- | --------- | ------------- | ---------- | --------------- | --------------- |
| 2014 |           | Mohamed Hamdi | 187.923    | \| \| 5.75 % \| | Cuarta posición |
|      | 5.75 %    |               |            |                 |                 |

### Parlamentarias
| Año  | # de votos | % de votos | # de escaños | +/– | Posición  |
| ---- | ---------- | ---------- | ------------ | --- | --------- |
| 2011 | 273.362    | 6.74%      | 26/217       |     | Oposición |
| 2014 | 40.826     | 1.20%      | 2/217        | 24  | Oposición |